# 梯间囊菌属
梯间囊菌属（学名：Climacocystis），也称梭囊孔菌属，是白肉迷孔菌科的一属真菌。

## 下属物种
本属包括以下物种：
- 北方梯间囊菌 Climacocystis borealis (Fr.) Kotl. & Pouzar，北方梭囊孔菌，北方囊孔菌
- Climacocystis montana B.K.Cui & J.Song